# Lethrinops longipinnis
Lethrinops longipinnis är en fiskart som beskrevs av David H. Eccles och Lewis, 1978. Lethrinops longipinnis ingår i släktet Lethrinops och familjen Cichlidae. IUCN kategoriserar arten globalt som otillräckligt studerad. Inga underarter finns listade i Catalogue of Life.